# Nicola Groves
Nicola Groves (Londres, 4 de abril de 1989) es una deportista británica que compite en vela en las clases 49er FX y Nacra 17. Ganó una medalla de bronce en el Campeonato Europeo de 49er de 2013 y una medalla de oro en el Campeonato Europeo de Nacra 17 de 2015.

## Palmarés internacional
| Campeonato Europeo | Campeonato Europeo | Campeonato Europeo | Campeonato Europeo |
| Año                | Lugar              | Medalla            | Clase              |
| ------------------ | ------------------ | ------------------ | ------------------ |
| 2013               | Aarhus (Dinamarca) | Medalla de bronce  | 49er FX            |

| Campeonato Europeo | Campeonato Europeo | Campeonato Europeo | Campeonato Europeo |
| Año                | Lugar              | Medalla            | Clase              |
| ------------------ | ------------------ | ------------------ | ------------------ |
| 2015               | Barcelona (España) | Medalla de oro     | Nacra 17           |